# Föderation der Siebenbürger Sachsen
Die Föderation der Siebenbürger Sachsen ist der weltweite Zusammenschluss der Verbände der Siebenbürger Sachsen.
Hauptsitz der Föderation ist seit ihrer Gründung im Jahre 1983 München. Eine Niederlassung besteht seit 2008 in Hermannstadt (Sibiu), Rumänien.

## Ziele
Die Föderation dient der Einheit aller Siebenbürger Sachsen und der Durchsetzung ihrer zum Erhalt der Gemeinschaft notwendigen Interessen, insbesondere auf humanitärem, sozialem und kulturellem Gebiet sowie in Politik und Gesellschaft, soweit dieses länderübergreifenden Bezug hat. Auf dem Gebiet ihrer Heimatstaaten sind die Mitglieder der Föderation in der Verwirklichung ihrer Ziele eigenständig.

## Mitglieder
Mitgliedsverbände der Föderation sind der Verband der Siebenbürger Sachsen in Deutschland, der Bundesverband der Siebenbürger Sachsen in Österreich, die Alliance of Transylvanian Saxons (ATS) in den USA, die Landsmannschaft der Siebenbürger Sachsen in Kanada und das Demokratische Forum der Deutschen in Siebenbürgen.

## Leitung
Die Bundesvorsitzenden der nationalen Verbände bilden den Föderationsrat, der die gemeinsamen Strategien entscheidet. Vorsitzender der Föderation ist seit November 2007 der Verbandspräsident des Verbandes der Siebenbürger Sachsen in Deutschland, Bernd Fabritius (Deutschland). Dem Leitungsgremium gehören an: Rainer Lehni (Bundesvorsitzender der Siebenbürger Sachsen in Deutschland), Martin Bottesch (Demokratisches Forum der Deutschen in Siebenbürgen/Rumänien), Paul-Jürgen Porr (Demokratisches Forum der Deutschen in Rumänien), Manfred Schuller (Bundesverband der Siebenbürger Sachsen in Österreich), John Werner (Landsmannschaft der Siebenbürger Sachsen in Kanada), Joan Miller-Malue (Alliance of Transylvanian Saxons in den USA) und Hans Gärtner (Verband Siebenbürgisch-Sächsischer Heimatortsgemeinschaften).